# ママごめんなさい
「ママごめんなさい」は、イタリアの童謡を原曲とする日本の歌。また原曲のイタリア語歌曲もこの名称で言及されることがある。
- 作詞：アントニエッタ・デ・シモーネ (it:Antonietta De Simone) / 訳詞：泉恵
- 作曲：エディリオ・カポトスティ (Edilio Capotosti) / 編曲：小森昭宏

## イタリア語原曲
原曲は、1963年開催のイタリアの国際歌唱コンクール「第5回ゼッキーノ・ドーロ」で優勝した曲「NON LO FACCIO PIU」（原題の大意：もうこんな事はしません）。オリジナル歌唱者はジャンフランコ・トネッロ (Gianfranco Tonello)。様々ないたずらをした少年が親に見つかった事で、「いたずらはしません」などと誓う様子を歌う。
ゼッキーノ・ドーロ出場曲をアニメDVD化した「I cartoni dello Zecchino d'Oro」では、2001年発売の第2巻に収録されている。2008年のリメイク版では第2巻に収録された。

## 日本語カバー版
1964年8月 - 9月にNHK「みんなのうた」で放送された。歌唱は中尾ミエによる。「ゼッキーノ・ドーロ」の優勝曲を「みんなのうた」で取り上げたのはこの作品が初めて。訳詞は終盤を除きおおむねイタリア語の原詞の概要に従っている。アニメーションはこの時期常連の和田誠。
2003年に企画された「なつかしのみんなのうた」の一環として、実に39年ぶりに再放送され、その後2011年8月 - 9月にも再放送、そして2022年には3月限定で再放送され、この間の2006年8月17日・同年12月5日・2007年1月1日の3回に渡って、衛星第2テレビの「なつかしのみんなのうた」でも放送された。
なお中尾は、1963年2月 - 3月放送の『雨の遊園地』、1963年8月 - 9月放送の『オカリナの丘』に次いで、3回目の「みんなのうた」出演だが、本曲を最後に「みんなのうた」に出演していない。